# ARD-Auslandsstudio
Die Auslandsstudios der ARD bilden ein weltweites Netz von Korrespondentenstellen. Sie versorgen die ARD-Anstalten mit Fernseh-, Hörfunk- und Onlinebeiträgen aus dem Ausland. Die Korrespondenten des Deutschlandradios sind in dieses Netz integriert. Die Studios werden gemeinsam von allen Landesrundfunkanstalten (LRA) getragen, die Standorte werden jeweils federführend von einzelnen Landesrundfunkanstalten betreut. Teilweise kooperieren mehrere ARD-Anstalten in einem Auslandsstudio. Als erste Anstalten richteten der NDR und der WDR in den 1960er und 1970er Jahren in zahlreichen Hauptstädten Studios ein.
Die ARD-Auslandsstudios sind das Rückgrat der außenpolitischen Berichterstattung der öffentlich-rechtlichen Sender. Die Korrespondenten und Korrespondentinnen liefern Nachrichtenbeiträge, Reportagen und Livegespräche zum aktuellen Tagesgeschehen, sowie zu gesellschaftlichen, politischen und kulturellen Hintergründen des jeweiligen Berichtsgebiets. Ebenso werden längerfristige Entwicklungen und Trends in den einzelnen Regionen thematisiert.

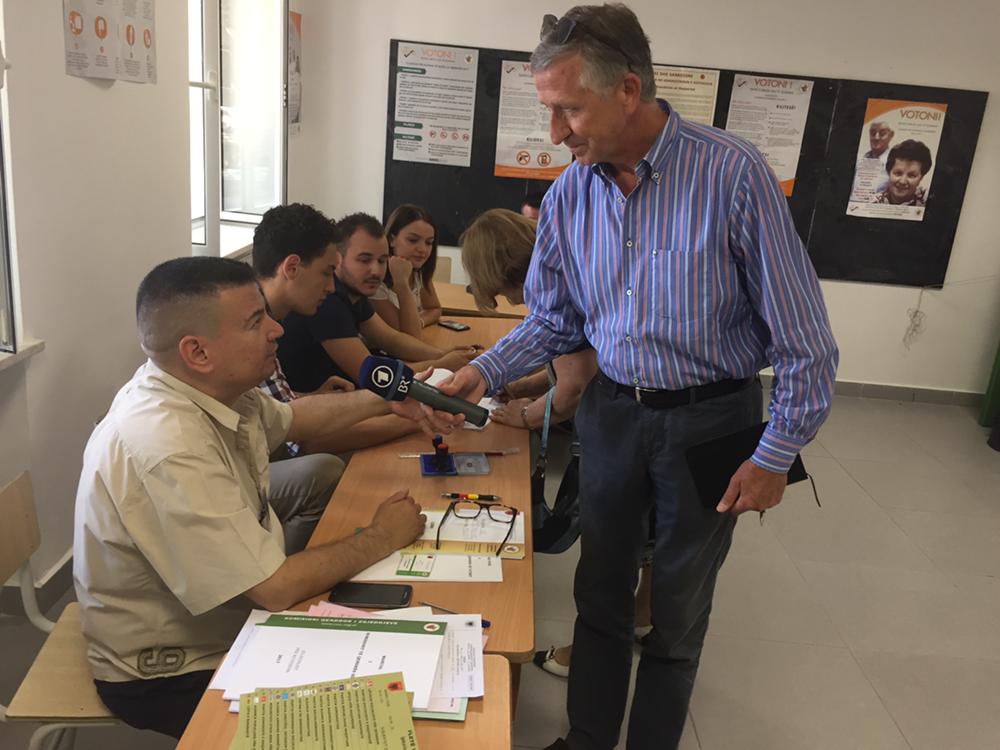
ARD-Korrespondent Clemens Verenkotte beim Interview in einem Wahllokal in Tirana während der Parlamentswahlen in Albanien am 25. Juni 2017

 Diese Beiträge werden in allen Fernseh- und Hörfunkprogrammen sowie auf den digitalen Plattformen der ARD gesendet. Die größten Auftraggeber sind ARD-aktuell (Tagesschau, Tagesthemen, Tagesschau24) für das Fernsehen, sowie die Informationsprogramme der Hörfunkwellen der einzelnen LRA. Die Online-Angebote der Auslandsstudios finden sich auf tagesschau.de sowie den Social-Media-Accounts der ARD (z. B. Weltspiegel).
Derzeit betreibt die ARD 31 Studios (Stand: August 2019) auf fünf Kontinenten. In der Regel befinden sich Hörfunk- und Fernsehstudio an einem Standort. Ausnahmen sind Los Angeles, Rabat, Shanghai. Dort gibt es nur Hörfunkstudios, in Teheran nur ein Fernsehstudio. Insgesamt arbeiten 45 Fernseh- und 56 Hörfunk-Korrespondenten und Korrespondentinnen für die ARD (Stand Oktober 2017). Das Auslandsnetz zählt damit zu den größten weltweit.

## Geschichte
Anfang der 1950er Jahre entsandte der Nordwestdeutsche Rundfunk (NWDR) erste Hörfunkkorrespondenten nach London und Stockholm. Für den NWDR war bereits 1948 Karl Gehnich als Hörfunkkorrespondent in Stockholm tätig. Gleichzeitig ernannte der NWDR Ansprechpartner in Frankreich, Italien und den USA  (Peter von Zahn, ab 1951 in Washington), später auch in der Türkei bzw. Ägypten. Sie arbeiteten als Kommentatoren und berichteten für die Nachrichtenhauptabteilung des NWDR im Status eines „festen Freien“. Neben einem monatlichen Grundsalär von 30 bis 50 US-Dollar wurden sie für die abgelieferten Hörfunkbeiträge bezahlt. Da es keine Abnahmegarantie für ihre Beiträge gab, arbeiteten sie häufig gleichzeitig als Zeitungskorrespondenten. Die Korrespondenten waren in einigen Gegenden der Welt die ersten Repräsentanten der jungen Bundesrepublik, da es dort noch keine diplomatischen Vertretungen der BRD gab.
Die technische Ausstattung war meist recht bescheiden, wurde aber durch den Ausbau der Fernsehberichterstattung zunehmend aufwendiger. 1955 begannen die ARD-Anstalten, ihre Auslands-Korrespondenten gemeinsam zu nutzen. Viele Korrespondenten arbeiteten in dieser Zeit sowohl für die Fernseh- als auch für die Hörfunkberichterstattung. Als 1963 der Weltspiegel erstmals in der ARD ausgestrahlt wurde, erhielt die Auslandsberichterstattung eine eigene Plattform. Mit den zunehmenden Konflikten in der Region wurde 1966 die Nahost-Berichterstattung ausgeweitet und ein Studio in Tel Aviv eingerichtet.
Der Ostdeutsche Rundfunk Brandenburg (ORB) (heute RBB) und der Mitteldeutsche Rundfunk (MDR) wurden ab 1990 in das Korrespondentennetz eingebunden. Dies hatte zur Folge, dass die Kompetenzgebiete neu aufgeteilt wurden, was zu Widerstand bei den westdeutschen Landesrundfunkanstalten führte. Ergebnis war eine Kooperation zwischen MDR und Hessischem Rundfunk (HR) für das Studio Prag. Zudem überließ der Norddeutsche Rundfunk (NDR) das Fernsehstudio für Südasien dem MDR, behielt aber die Hörfunkberichterstattung. 2001 ging ein neues Hörfunkstudio in Shanghai offiziell in Betrieb. Als zweiter Standort der ARD in der Volksrepublik China nach Peking wird das Studio von MDR und SWR gemeinsam geführt.

## Struktur und Finanzierung
Die Struktur der ARD-Auslandsstudios ist im Wandel. Die historisch bedingte Trennung zwischen Hörfunk und Fernsehen ist überholt und soll den Anforderungen einer multimedialen Berichterstattung angepasst werden. Inhalte und Technik werden künftig medienübergreifend geplant, Angebote und Projekte für alle medialen Ausspielwege produziert. Zunehmend gibt es ARD-Auslandskorrespondenten, die nicht mehr ausschließlich für Hörfunk oder Fernsehen arbeiten.
Je nach geopolitischer Situation können sich die Bedeutung und der personelle Umfang einzelner Auslandsstudios verändern. Wenn ein Berichtsgebiet stärker in den Fokus rückt, werden einzelne Studios personell und produktionstechnisch aufgestockt, andere aufgelöst oder im Umfang reduziert. Zuletzt gab die ARD im Juli 2010 eine Umstrukturierung ihres Hörfunk-Korrespondentennetzes bekannt. Der damalige ARD-Vorsitzende Peter Boudgoust sagte dazu: „Wir verlagern Kapazitäten dorthin, wo sie angesichts der sich verändernden Weltlage dringender gebraucht werden.“ Die Studios in Neu-Delhi (NDR) und Istanbul (SWR) wurden um jeweils einen zweiten festen Hörfunk-Korrespondenten verstärkt. Im Berichtsgebiet Neu-Delhi wollte die ARD dadurch nach eigenen Angaben die Berichterstattung aus Afghanistan stärken. Im Studio Istanbul sollte diese Aufstockung der stärkeren Nachfrage nach Berichterstattung aus dem Iran Rechnung tragen.
Aus den ARD-Hörfunkstudios Kairo (SWR) und Amman (WDR) wurde 2010 unter gemeinsamer Leitung von SWR und WDR ein gemeinsames Studio mit Sitz in Kairo geschaffen. Das Studio verfügt über Standorte in Amman und zeitweise in Beirut oder Dubai. Aus Kairo berichten seither nur noch drei Korrespondenten. Um der wachsenden weltpolitischen Bedeutung Chinas gerecht zu werden, wurde 2010 auch das Fernsehstudio Peking (Federführer NDR) um eine Korrespondentenstelle aufgestockt.
Finanziert wird das Netz im Hörfunk als Gemeinschaftseinrichtung durch eine Umlage, die jeden ARD-Sender nach einem festgelegten Anteil belastet. Alle Kosten werden lediglich ARD-intern transparent gemacht und verhandelt. Beim Fernsehen trägt die jeweils federführende Anstalt die Gesamtkosten des Studios.

## Arbeitssituation

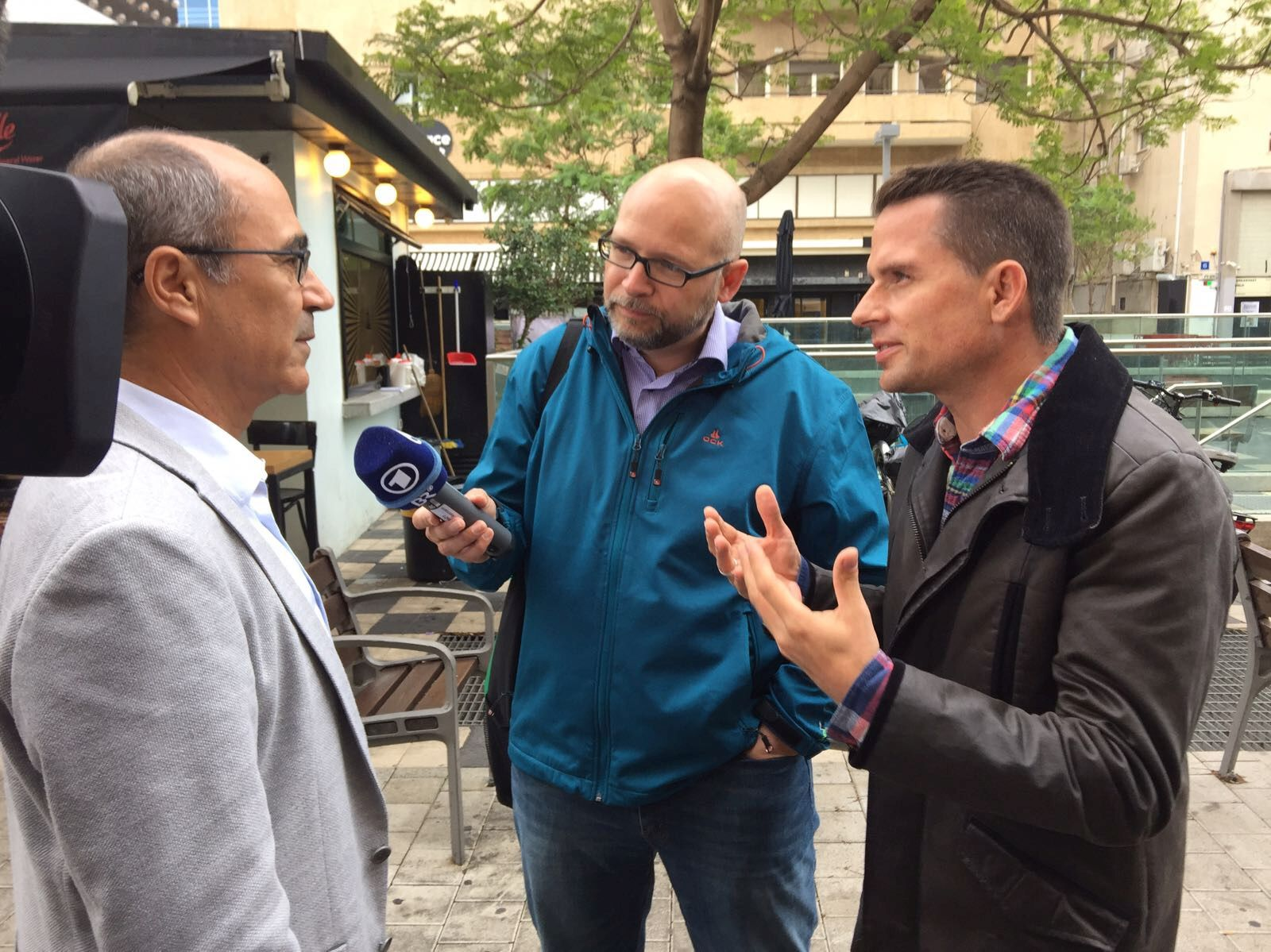
ARD-Korrespondenten Tim Aßmann und Mike Lingenfelser im Gespräch mit Yoav David, Stadtplaner in der Stadtverwaltung Tel Aviv

Die Tätigkeit der Mitarbeiter in den ARD-Auslandsstudios ist von der rund um die Uhr bestehenden Berichterstattung und der jeweiligen Zeitverschiebung geprägt. Die Auslandskorrespondenten arbeiten in der Regel zwischen drei und fünf Jahren in ihrer Wahlheimat. In dieser Zeit bereisen sie die verschiedenen Länder ihres Zuständigkeitsbereiches für Hintergrundberichte oder aus Anlass eines aktuellen Ereignisses. Zu aktuellen Ereignissen, wie der Fußballweltmeisterschaft 2010 in Südafrika, wird der Mitarbeiterstamm um weitere Korrespondenten aufgestockt.
Die Produktionsbedingungen für die Mitarbeiter der Auslandsstudios sind in manchen Ländern schwierig. So darf das ARD-Auslandsstudio in der chinesischen Hauptstadt Peking nur mit Genehmigung der staatlichen Stellen drehen. Trotz Genehmigung kommt es häufig zu Diskussionen mit Vertretern von staatlichen Behörden. „Selbst bei Dreharbeiten, die ganz harmlos sind, haben wir immer das Gefühl, als hätten wir eine ansteckende Krankheit. Als stellten wir eine Bedrohung dar, für die Regierung, für das Land“ sagte Jochen Grabert, Studioleiter in Peking, im Zusammenhang der Olympiaberichterstattung 2008.
Mit dem Ausbau des Portals tagesschau.de als separates Nachrichtenmedium liefern die Korrespondenten zusätzlich Fotos, Berichte und Interviews für das Portal.
Die ARD-Anstalten legen Wert darauf, Korrespondenten in die jeweiligen Länder zu schicken, die der jeweiligen Landessprache mächtig sind oder sich diese aneignen. So zum Beispiel bei dem Radio-Korrespondenten und Studioleiter Ralf Borchard, der von Wien aus die Redaktionen in den ARD-Sendern aus ganz Südosteuropa mit Audio-Berichten beliefert. In einem Interview erzählte er, dass er und seine zwei Kollegen sich jeweils eine Sprache aus dem südosteuropäischen Raum aneignen, um besser arbeiten zu können. Daneben arbeiten die Korrespondenten mit freien Mitarbeitern vor Ort, sogenannten Stringern, zusammen. Diese Stringer kennen die Verhältnisse in dem jeweiligen Land und versorgen die Korrespondenten mit Informationen, fungieren zum Teil auch als Dolmetscher und machen gelegentlich auch selbständig Interviews.

## Konflikte
Manchmal kommt es vor, dass die örtlichen Machthaber die Berichterstattung der Auslandskorrespondenten so sehr missliebig finden, dass diese notgedrungen das Land verlassen. So wie zum Beispiel 1986 in Südafrika, wo die Regierung notorisch und leidenschaftlich die HIV-Infektion verleugnete.

## Ausstattung und Technik
Die Fernsehteams bestehen in der Regel aus einem Kameramann, einem Tontechniker und einem Producer. Meist werden sie um einen sogenannten Stringer ergänzt, einen lokalen Mitarbeiter, der Kontakte zur lokalen Bevölkerung und zu Behörden herstellt. Da die Berichtsgebiete zum Teil recht umfangreich und daher mit häufigen Reisen verbunden sind, stehen den Teams leichte, transportable Schnitteinheiten zur Verfügung.
Die Überspielung der Beiträge zu den ausstrahlenden Sendern in Deutschland erfolgt mittels Internet, via Satelliten oder über Glasfaseranbindung. Teilweise wird auf die Eurovisionsleitungen der nationalen Sender zurückgegriffen. So greift das Studio Prag beispielsweise auf die Kapazitäten des Tschechischen Fernsehens Česká televize zurück. Innerhalb Deutschlands werden die Korrespondentenberichte über das ARD-interne HYBNET zwischen den Anstalten ausgetauscht.

## Studios in Europa
| Studio    | Anstalt   | Leitung                                                                                              | Weitere Korrespondenten | Aufgabenbereich |
| --------- | --------- | --- | --- | --- |
| Brüssel   | WDR       | Tina Hassel (Fernsehen) Helga Schmidt (Hörfunk, WDR/NDR) Andreas Meyer-Feist (Hörfunk, HR/RBB/SR/RB) | Thomas Spickhofen (WDR, Hörfunk), Paul Vorreiter (HR/RBB/SR/RB, Hörfunk), Christian Feld (WDR, Fernsehen), Jakob Mayr (BR, Hörfunk), Matthias Reiche (BR, Hörfunk), Tobias Reckmann (WDR, Fernsehen), Sabrina Fritz (SWR, Hörfunk), Kathrin Schmid (WDR, Hörfunk) | Das größte ARD-Auslandsstudio und einzige mit einer eigenen TV-Sendung (Europamagazin (WDR/SWR)). Zuständig für Benelux und die EU sowie NATO. Das Büro wurde 1961 eingerichtet. Nach knapp zwei Jahren Bauzeit wurde 2008 ein neues Studio im neuen Medienhaus in der EU-City eröffnet. Dort arbeiten auch Mitarbeiter der DW und der Leiter des ARD-Verbindungsbüros. Das Hörfunkstudio ist unterteilt in drei Gruppen mit den jeweiligen Federführern WDR, HR und SWR. Außerdem gibt es noch ein Hörfunkstudio vom Deutschlandradio. |
| Den Haag  | WDR       | Ludger Kazmierczak                                                                                   | | Hörfunkbüro Niederlande. |
| Genf      | SWR       | Sandra Biegger (Fernsehen) Kathrin Hondl (Hörfunk)                                                   | | Fernseh- und Radiostudio. Zuständig für die Schweiz, Liechtenstein, UN-Organisationen, WHO, FIFA, IOC usw. Das Studio besteht seit Mitte der 1950er-Jahre. |
| Istanbul  | BR / SWR  | Katharina Willinger (BR, Fernsehen) Karin Senz (SWR, Hörfunk)                                        | Uwe Lueb (SWR, Hörfunk), Markus Rosch (BR, Fernsehen) | Türkei, Nordzypern, (→ Studio Tel Aviv), darunter mit einem Verbindungsbüro in Teheran. |
| Kiew      | WDR       | Vassili Golod (WDR, Fernsehen und Hörfunk)                                                           | Rebecca Barth (rbb, Hörfunk), Andrea Beer (BR, Hörfunk), Birgit Virnich (WDR, Fernsehen) | Fernseh- und Hörfunkstudio. Zuständig für die Ukraine sowie gegebenenfalls weitere Gebiete in Osteuropa. Eingerichtet 2023 in Folge des russischen Überfalls auf die Ukraine. |
| London    | NDR       | Annette Dittert (Fernsehen) Christoph Prössl (Hörfunk)                                               | Sven Lohmann (Fernsehen), Gabi Biesinger (SWR, Hörfunk), Imke Köhler (BR, Hörfunk) | Fernseh- und Hörfunkstudio. Zuständig für das Vereinigte Königreich und Irland. |
| Madrid    | SWR / HR  | Sebastian Kisters (Fernsehen) Reinhard Spiegelhauer (Hörfunk)                                        | Kristina Böker (SWR, Fernsehen) und Franka Welz (HR, Hörfunk) | Fernseh- und Hörfunkstudio. Zuständig für Spanien, Portugal, Andorra, Gibraltar zuständig seit März 2004 auch für den Maghreb. |
| Moskau    | WDR       | Björn Blaschke                                                                                       | Frank Aischmann, Silke Diettrich und Norbert Hahn | Fernsehen und Hörfunkstudio. Zuständig für Russland und alle GUS-Staaten, sowie die Mongolei und Georgien, bis 2023 (Eröffnung eines neuen ARD-Studios in Kiew) auch für die Ukraine. Im Zuge des Ukraine-Krieges und eines neuen Mediengesetzes in Russland 2022 kurzzeitig geschlossen. Seit 2024 wegen Entzug der Akkreditierungen Berichterstattung aus Tiflis und Köln. |
| Paris     | WDR       | Michael Strempel (Fernsehen)                                                                         | Julia Borutta (Hörfunk), Stefanie Markert (Hörfunk), Carolin Dylla sowie Friederike Hofmann (Fernsehen) | Fernseh- und Hörfunkstudio. Zuständig für Frankreich und Monaco. |
| Prag      | MDR       | Danko Handrick (Fernsehen)                                                                           | Marianne Allweiss (Hörfunk) | Fernseh- und Hörfunkstudio. Zuständig für Tschechien und die Slowakei. |
| Rom       | BR        | Tilmann Kleinjung (Fernsehen)                                                                        | Lisa Weiß (Hörfunk), Elisabeth Pongratz (Hörfunk), Rüdiger Kronthaler (Fernsehen), Moritz Pompl (Athen) | Trimediales Studio: Fernseh-, Online- und Hörfunkstudio. Zuständig für Italien, Malta, Griechenland, Vatikanstadt. |
| Stockholm | NDR       | Christian Blenker (Fernsehen)                                                                        | Sofie Donges (NDR, Fernsehen) | Fernseh- und Hörfunkstudio. Zuständig für Skandinavien, Finnland und das Baltikum. Das Studio wurde 1997 von Riga nach Stockholm verlegt. |
| Warschau  | WDR / RBB | Kristin Joachim (Fernsehen) Martin Adam (Hörfunk)                                                    | | Fernseh- und Hörfunkstudio. Zuständig für Polen. |
| Wien      | BR        | Wolfgang Vichtl (Hörfunk)                                                                            | Nikolaus Neumaier (Fernsehen), Anna Tillack (Fernsehen), Oliver Soos (Hörfunk), Silke Hahne (Hörfunk) | Österreich, darunter mit zwei Außenstellen in Belgrad und Sarajevo zuständig für Südosteuropa (elf Länder). |

Das im Juli 2010 geschlossene und bis dahin vom SWR betriebene Hörfunkstudio in Straßburg war zuständig für das Europaparlament. Die Berichterstattung erfolgt seit dem von Brüssel und Paris aus.
Das ARD-Hörfunkstudio in Zürich wurde im August 2021 geschlossen. Die Berichterstattung erfolgt seitdem von Genf aus.

## Studios in Amerika
| Studio           | Anstalt                         | Leitung                                                           | Weitere Korrespondenten | Aufgabenbereich |
| ---------------- | ------------------------------- | ----------------------------------------------------------------- | --- | --- |
| Los Angeles      | HR                              | Antje Sieb und Reinhard Spiegelhauer (HR)                         | Nils Dampz (SWR) in San Francisco | Hörfunkstudio USA-Westküste, Berichterstattung vor allem über Kalifornien und Hollywood.                                                                                  |
| Mexiko-Stadt     | SWR / RBB                       | Marie-Christin Boese (Fernsehen, SWR), Anne Demmer (Hörfunk, RBB) | | Das Studio in Mexiko existiert seit 1982 und ist für Zentralamerika, die Karibik und das nördliche Südamerika (außer Kolumbien) zuständig.                                |
| New York City    | WDR                             | Marion Schmickler (Fernsehen), Martin Ganslmeier (Hörfunk)        | Giselle Ucar (Hörfunk) | UN/New York/Kanada Das Studio startete als Ein-Mann-Betrieb 1973, 1980 baute der WDR das Büro zum Fernsehstudio aus.                                                      |
| Rio de Janeiro   | SWR                             | Xenia Böttcher (Fernsehen), Anne Herrberg (Hörfunk)               | | Das Hauptstudio für Südamerika ist seit April 2005 in Rio de Janeiro, davor war es in Buenos Aires. Seit 2022 befinden sich Hörfunk- und Fernsehstudio in Rio de Janeiro. |
| Washington, D.C. | BR / MDR / NDR / RB / SWR / WDR | Gudrun Engel (Fernsehen, WDR), Katrin Brand (Hörfunk, WDR)        | Fernsehen: Torben Börgers (NDR), Kerstin Klein (NDR), Sarah Schmidt (WDR) Hörfunk: Nina Barth (SWR), Ralf Borchard (BR), Sebastian Hesse-Kastein (MDR), Isabell Karras (RB), Julia Kastein (MDR), Claudia Sarre (NDR) | USA Gesamt/Schwerpunkt Politik Washington. Die Leitung des Studios wechselt zwischen NDR und WDR.                                                                         |

Das ARD-Hörfunkstudio in Buenos Aires wurde 2022 geschlossen. Die Berichterstattung erfolgt seitdem von Rio de Janeiro aus.

## Studios in Afrika und im Nahen Osten
| Studio       | Anstalt   | Leitung                                                                             | Weitere Korrespondenten                                          | Aufgabenbereich |
| ------------ | --------- | ----------------------------------------------------------------------------------- | ---------------------------------------------------------------- | --- |
| Johannesburg | SWR       | Richard Klug (Fernsehen) Stephan Ueberbach (Hörfunk)                                |                                                                  | Das Berichtsgebiet umfasst neben Südafrika noch Namibia, Simbabwe, Lesotho, Eswatini, Mosambik, Angola, Botswana, Sambia und Malawi. Der Hörfunk deckt zudem noch Madagaskar, La Réunion, Mayotte, Mauritius und die Komoren ab. Das ARD-Studio hat seinen Sitz in einem Medienkomplex und unterhält seit 1976 einen Hörfunk- und seit 1977 einen TV-Korrespondenten. Außer den Korrespondenten und den Assistentinnen sind sämtliche Mitarbeiter Südafrikaner. |
| Kairo        | WDR / SWR | Anna Osius (Hörfunk)                                                                | Ramin Sina (Fernsehen), Nina Amin, Moritz Behrendt, Vera Rudolph | Hauptstudio für die Arabische Welt, Nordafrika bis zum Sudan. 2010 wurde aus den ARD-Hörfunkstudios Kairo (SWR) und Amman (WDR) unter gemeinsamer Leitung von SWR und WDR ein gemeinsames Studio mit Sitz in Kairo. Das Studio verfügt über Standorte in Amman und temporär in Beirut oder Dubai. |
| Nairobi      | WDR       | Antje Diekhans                                                                      | Norbert Hahn (Fernsehen) Caroline Imlau (Fernsehen)              | Nairobi ist mit 11 Mitarbeitern das größte Studio auf dem Kontinent und existiert seit 1973. Es beinhaltet eine komplette Ausrüstung für Fernsehberichterstattung. |
| Rabat        | HR        | Dunja Sadaqi                                                                        |                                                                  | Reines Hörfunkbüro, zuständig für 22 Staaten in West- und Nordafrika. Berichtsgebiet: Algerien, Benin, Burkina Faso, Elfenbeinküste, Gambia, Ghana, Guinea, Guinea-Bissau, Kamerun, Kapverdische Inseln, Liberia, Mali, Marokko, Mauretanien, Niger, Nigeria, Sao Tomé und Principe, Senegal, Sierra Leone, Tschad, Togo, Tunesien. |
| Tel Aviv     | BR        | Christian Limpert (Leiter), Jan-Christoph Kitzler (Fernsehen), Tim Aßmann (Hörfunk) | Sophie von der Tann (Fernsehen) und Benjamin Hammer (Hörfunk)    | Israel, Palästina |

Das Studio für die Türkei und den Iran (Hörfunk) befindet sich in Istanbul, siehe oben.
Das ARD-Hörfunkstudio in Amman wurde 2013 geschlossen. Es verfügt lediglich noch über eine Außenstelle des Studios Kairo, von wo aus seitdem die Berichterstattung erfolgt.

## Studios in Asien und Australien
| Studio    | Anstalt                  | Leitung                                                        | Weitere Korrespondenten                                                            | Aufgabenbereich |
| --------- | ------------------------ | -------------------------------------------------------------- | ---------------------------------------------------------------------------------- | --- |
| Neu-Delhi | MDR / HR / NDR (Hörfunk) | Andreas Franz (Fernsehen, MDR) Peter Hornung (Hörfunk, NDR)    | Oliver Mayer (Fernsehen, HR), Charlotte Horn (Hörfunk, NDR)                        | Indien. Das Studio wurde vom NDR 1963 aufgebaut. Der MDR übernahm das TV-Studio 1993 vom HR, das Hörfunkstudio leitet der NDR. Das Berichtsgebiet umfasst acht Länder: Indien, Pakistan, Afghanistan, Nepal, Bhutan, Bangladesch, Sri Lanka und die Malediven.                                                           |
| Peking    | NDR / RBB (Hörfunk)      | Tamara Anthony (Fernsehen, NDR) Benjamin Eyssel (Hörfunk, RBB) | Marie von Malinckrodt (Fernsehen, NDR)                                             | Fernsehen und Hörfunkstudio. Zuständig für Volksrepublik China inklusive Hongkong und Macau (Zuständigkeit für die beiden chinesischen Sonderverwaltungsregionen gilt nur fürs Fernsehen) sowie die Mongolei. |
| Shanghai  | MDR                      | Eva Lamby-Schmitt (MDR)                                        |                                                                                    | Reines Hörfunkstudio für China, Zuständigkeit auch für die Sonderverwaltungsregionen Hongkong und Macau. Das Studio wurde 2001 eröffnet. Alle fünf Jahre wechselt die Leitung zwischen SWR und MDR. |
| Singapur  | NDR                      | Florian Bahrdt (Fernsehen), Jennifer Johnston (Hörfunk)        | Christiane Justus                                                                  | Hauptstudio Fernsehen und Hörfunk Südostasien. 1981 zog das Studio von Hongkong nach Singapur. Zum Tätigkeitsfeld gehören 11 Länder: Brunei, Indonesien, Kambodscha, Laos, Malaysia, Myanmar, Papua-Neuguinea, Thailand, die Philippinen, Vietnam, und auch Australien und Neuseeland. Das Hörfunkstudio leitet der NDR. |
| Tel Aviv  | BR                       | Christian Limpert (Fernsehen)                                  | Jan-Christoph Kitzler (Hörfunk), Bettina Meier, Julio Segador, Sophie von der Tann | Israel, Palästina |
| Tokio     | NDR                      | Ulrich Mendgen (TV/Radio) Thorsten Iffland (Radio/TV)          |                                                                                    | Fernsehen und Hörfunkstudio. Zuständig für Japan, Nord- und Südkorea, Taiwan, die Philippinen und den Südpazifik. |